# Berthold von Stauffenberg
Berthold Schenk Graf von Stauffenberg (Stuttgart, Alemania; 15 de marzo de 1905 - Berlín, Plötzensee; 10 de agosto de 1944) fue un jurista perteneciente a una antigua familia católica de la región de Baviera, hermano mayor del coronel Claus von Stauffenberg y conspirador del atentado del 20 de julio de 1944 en contra de Hitler.

## Biografía
Berthold von Stauffenfenberg fue junto con su hermano gemelo Alexander Schenk Graf von Stauffenberg el mayor de los cuatro hermanos de la familia de la alta aristocracia prusiana formada por el conde Alfred Schenk Graf von Stauffenberg y la condesa Caroline née von Üxküll-Gyllenband. El tercer hermano, llamado Konrad Maria falleció al nacer,  Claus fue su tercer hermano nacido en Jettinger en 1907. 
Berthold von Stauffenfenberg, junto a sus hermanos, pertenecieron al Movimiento de la Juventud Alemana y al círculo íntimo del poeta Stefan George.
Estudió leyes en la Universidad de   Tübingen y se graduó como jurista en Derecho Internacional y posteriormente fue docente en el Instituto Kaiser Wilhelm  en su especialidad.
Posteriormente entre 1930 y 1932,  trabajó en el Tribunal Permanente de Arbitraje en La Haya y retornó al Instituto en 1933 permaneciendo hasta 1938. 
Conoció y se casó en 1936 con María Classen y tuvieron dos hijos.

## Resistencia alemana

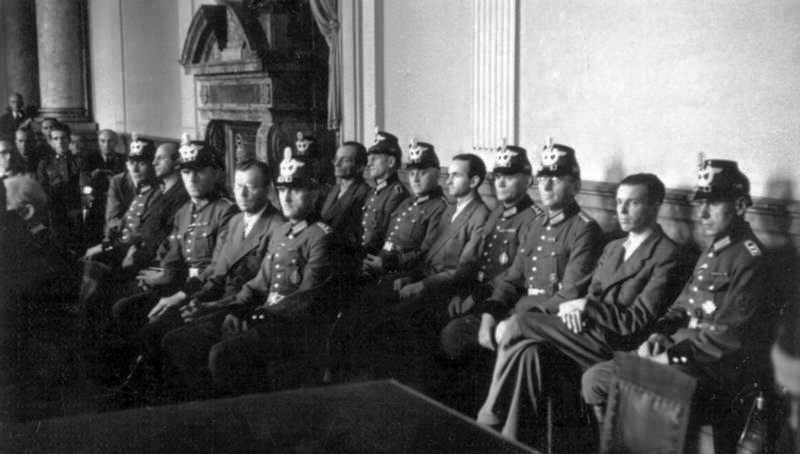
Berthold v. Stauffenberg (segundo a la derecha de pierna cruzada) en la sala del Volksgerichtshof

Su tío, Nikolaus Graf von Üxküll-Gyllenband, fue uno de los primeros miembros de la familia en unirse a la resistencia alemana. Después de la Noche de los Cuchillos Largos, se unió a la resistencia alemana junto a  su primo Peter Yorck von Wartenburg. Su hermano Claus sólo se uniría a la facción militar conspirativa  en 1943 tras ser herido de gravedad en combate en África.
En 1939, se unió como asesor jurídico (juez de competencia militar) en Derecho Internacional a la Armada alemana. Berthold junto a su hermano se unieron a los conspiradores contra Hitler para planificar un atentado. Berthold estaba a favor de derrocar al gobierno de Hitler y no estaba de acuerdo con asesinarlo, al contrario de la radical forma de pensar de su hermano, el coronel Claus von Stauffenberg.
Después del atentado del 20 de julio, Berthold von Stauffenberg fue detenido por la policía alemana ese mismo día. Mientras la Gestapo interrogaba a Berthold, su hermano Claus era fusilado por orden del general Fromm en un patio interior del Bendlerblock.
Fue incluido dentro del Volksgerichtshof (Tribunal de Pueblo) presidido por el infame juez Roland Freisler y condenado a la horca el 10 de agosto de 1944.